# کول‌تپه پیرکندی
کول تپه پیرکندی مربوط به سدهٔ ۶ تا ۸ ه.ق است و در شهرستان خوی، بخش ایواوغلی، دهستان ایواوغلی، روستای پیرکندی واقع شده و این اثر در تاریخ ۷ اسفند ۱۳۸۵ با شمارهٔ ثبت ۱۷۷۱۵ به‌عنوان یکی از آثار ملی ایران به ثبت رسیده است.